# Amaroni
Amaroni ([aˈmaroni], Lamàruni in calabrese) è un comune italiano di 1 617 abitanti della provincia di Catanzaro in Calabria.

## Geografia fisica
Il paese è posizionato alle falde del monte Carbonara (Preserre), su una collina a 378 m s.l.m. che si affaccia sull'ampia vallata del torrente Ghetterello. Il territorio comunale è attraversato anche dal torrente Ferrera.

## Storia

### Simboli
Lo stemma e il gonfalone del comune di Amaroni sono stati concessi con decreto del presidente della Repubblica del 17 maggio 1978.
Lo stemma di Amaroni proviene dall'Archivio di Stato di Napoli ed è conforme all'antico sigillo che appare sul volume 6320 contenente le rivele per la formazione del catasto onciario del Comune di Amaroni 1755.
Il gonfalone è un drappo partito di bianco e di rosso.

## Società

### Evoluzione demografica
Abitanti censiti

## Geografia antropica

### Frazioni
Nel territorio comunale di Amaroni sorge una piccola frazione, San Luca (Amaroni)

## Amministrazione
| Periodo           | Periodo           | Primo cittadino  | Partito                                    | Carica                    | Note |
| ----------------- | ----------------- | ---------------- | ------------------------------------------ | ------------------------- | ---- |
| 23 aprile 1995    | 13 giugno 1999    | Valerio Gesualdo | Partito Popolare Italiano                  | sindaco                   |      |
| 13 giugno 1999    | 13 giugno 2004    | Antonio Ruggiero | lista civica Indipendente                  | sindaco                   |      |
| 13 giugno 2004    | 7 giugno 2009     | Luigi Foderaro   | lista civica                               | sindaco                   |      |
| 7 giugno 2009     | 25 maggio 2014    | Arturo Bova      | Partito Democratico                        | sindaco                   |      |
| 25 maggio 2014    | 23 febbraio 2015  | Arturo Bova      | lista civica "Democrazia è Partecipazione" | sindaco                   |      |
| 23 febbraio 2015  | 31 maggio 2015    |                  |                                            | commissario straordinario |      |
| 31 maggio 2015    | 21 settembre 2020 | Luigi Ruggiero   | lista civica "Democrazia è Partecipazione" | sindaco                   |      |
| 21 settembre 2020 | in carica         | Luigi Ruggiero   | lista civica "Democrazia È Partecipazione" | sindaco                   |      |

### Gemellaggi
- Risch